# پاپ اوربان دوم
پاپ اوربانِ دوّم (به لاتین: Urbanus II) (۱۰۴۲ میلادی − ۲۹ ژوئیه ۱۰۹۹ میلادی) یکی از پاپهای کلیسای کاتولیک از ۱۲ مارس سال ۱۰۸۸ میلادی تا هنگام مرگش در ۲۹ ژوئیه سال ۱۰۹۹ میلادی بود. او در سال ۱۰۹۶ میلادی در شورای کلرمون فرمان نخستین جنگ صلیبی را صادر نمود. وی شخصاً در راس شوالیه‌های فرانسه برای آزاد سازی اسپانیا راهی شد.
پاپ اوربان در سال ۱۰۹۵ تمامی مسیحیان را در کلرمون جمع و همه را به تشویق برای باز پس‌گیری اورشلیم کرد. حرف‌های به ظاهر دفاع گرانه از عالم مسیحیت او بیشتر مردم اروپا را تشویق برای جنگ صلیبی کرد. او به تمامی جنگاوران مسیحی دستور داد بر روی سینه و پیشانی خودشان صلیب بکشند. پاپ دستور داد تمامی جنگ‌ها بین مسیحیان لغو و تمامی غلامان آزاد شوند. بنابر این لشکر عظیمی از صلیبیون به طرف اورشلیم حرکت کردند. قبل از این پاپ برای جمع‌آوری افراد به طرف جنوب فرانسه حرکت کرد و توانست بارون‌ها کنت‌ها و دوک هارا به این جنگ وارد کند. او به طرف ایتالیا رفت و سپس به سمت جنوب ایتالیا حرکت کرد. در شهرهای پیزاوژن افراد زیادی برای این جنگ آماده شدند. فراخوان پاپ یک اتفاق را به عقب انداخت و آن تسخیر قسطنطنیه بود.

## سخنان پاپ در مجمع کلرمون
پاپ وارد مجمع شد و چنین گفت: ای نژاد فرانک نژاد محبوب و برگزیدهٔ خدا از مرزهای اورشلیم و از جانب قسطنطنیه خبر غم‌انگیزی آورده‌اند که قومی از خدا بی‌خبر این املاک مقدسه را فتح کردند. اگر با ایشان مقابله نشود ما نیز از بین خواهیم رفت. جلوی این قوم را بگیرید وگرنه قبر مسیح از بین خواهد رفت. نباید برای کوچکترین توهینی با هم دوئل کنیم، پس به این جنگ پایان دهید و بروید و در کلیسای قیامت شکر به جا بیاورید و آن خاک مقدس و خاک بهشت را از چنگ آن قوم بگیرید. در کتاب‌های دیگر نیز چنین سخنانی موجود است. باید توجه داشته باشیم که بیشتر افراد در مجمع کلرمون فرانسوی بودند. این خبر از طرف سیمون پاتریک اورشلیم به پی یرلرمیت و سپس به پاپ اوربان رسده که سلجوقیان همان قوم تبهکار آن زمین‌های بیزانس را تصرف کرده‌اند. پاپ به مسیحیان گفته بود که اگر اورشلیم را تصرف یا در راه اورشلیم بمیرند تمامی گناهان آن‌ها بخشیده می‌شود و درسال‌های بعد نیز پاپ‌ها به مسیحیان می‌گفتند که این نشانه‌ها نشانهٔ ظهور حضرت مسیح است و یک پاپ پس از دیگری ظهور حضرت مسیح را موکول می‌کرد به سال بعد.
یکی دیگر از پاپ‌ها پاپ آبه ریشار بود که با هفتصد زایر به قبرس حرکت کرد اما به اروپا برگشت و برای اروپاییان گفت که مسلمانان نگذاشته‌اند ما به اورشلیم برویم و این دروغ باعث شد شورمذهبی اروپاییان برانگیخته‌تر از قبل شود و سیل عظیمی از صلیبیون به طرف مسلمانان حرکت کردند.

## لشکر عوام الناس
این لشکر به دستور پاپ همراه با پی یر لرمیت به طرف اورشلیم حرکت کردند. آنها از مجارستان گذشته و وارد قسطنطنیه شدند. در بین را او بسیاری از ولگردان و راهزنان راه به لشکر خود اضافه کرد. الکسیوس کومنه پادشاه بیزانس پی یر لرمیت را به خوبی پذیرفت و تأمین آذوقهٔ افرادش رابه عهده گرفت. پادشاه بیزانس لشکریان صلیبی را در اردوگاهی در بیرون از شهر جای داد. اما در آنجا عاملان مشکوکی دست به تاراج و چپاول زدند. الکسیوس چون موقع را در خطر دید همه را به قلعه ای در نزدیکی سلجوقیان و یونان فرستاد. اما شور و شوق صلیبیون نگذاشت آنها در قلعه بمانند. آنها از قلعه خارج و به طرف سلجوقیان به را افتادند. لشکری منظم از سلجوقیان به آنها برخورد و صلیبیون نا منظم را نابود کردند.